# Memorex
Memorex é uma empresa americana situada no vale do silício. Começou inicialmente produzindo fitas magnéticas para computadores ou disquetes ampliando seu portfólio ao se tornar a principal fornecedora OEM de dispositivos e componentes para empresa IBM. Atualmente é uma marca de eletrônicos de consumo, sendo subsidiária da Imation, tendo se especializada em mídias de disco gravável para CD e DVD, memória flash, acessórios para computadores e outros aparelhos eletrônicos.

## História

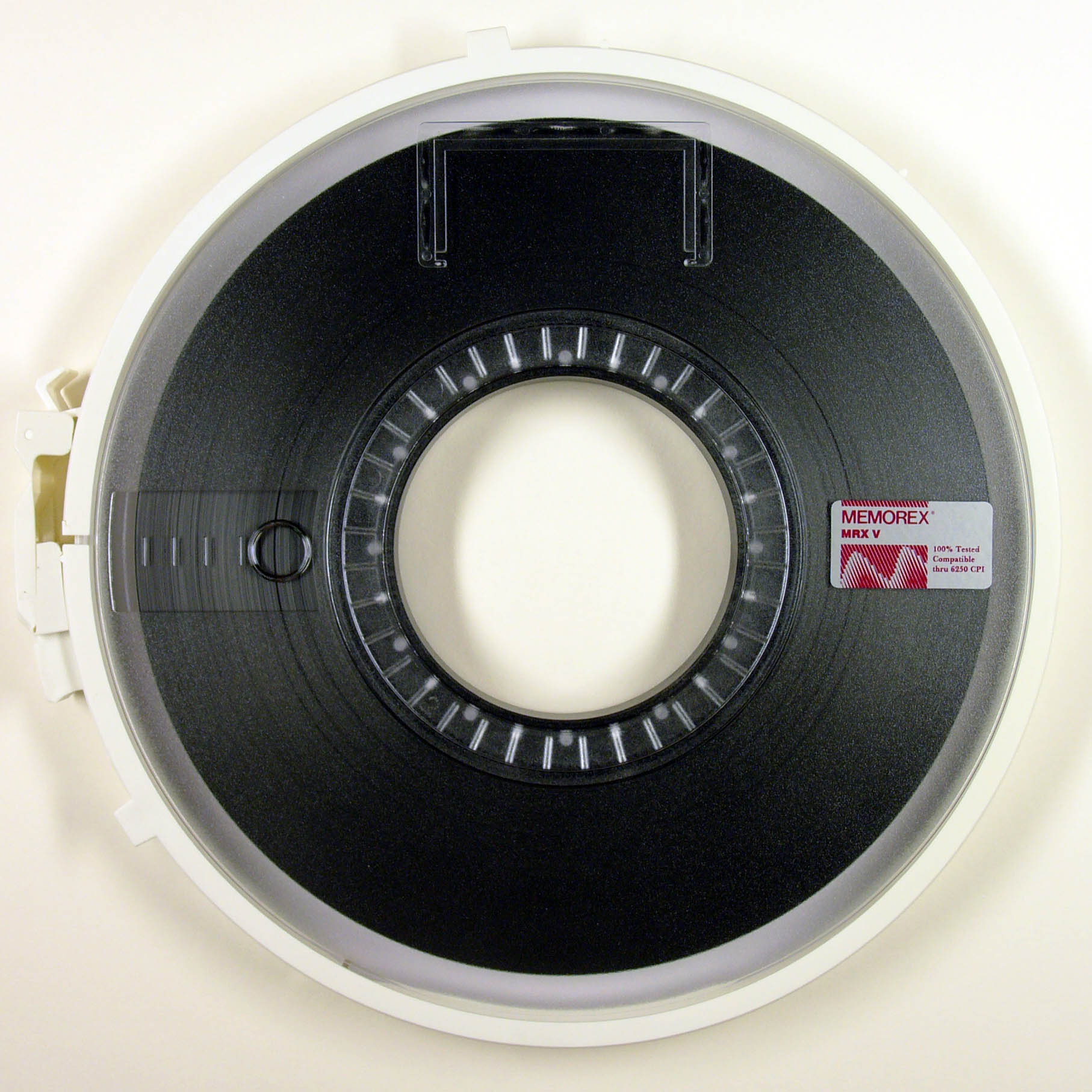
Fita magnética da Memorex.

Fundada em 1961 no Vale do Silício, a Memorex começou vendendo fitas de computador, e acrescentou outros meios de comunicação, tais como pacotes de disco. A Memorex entrou no negócio de consumo de mídia, em 1971
Após, a empresa expandiu a partir de unidades de disco recipientes e outros periféricos para mainframes da IBM. Durante os anos 1970 e na década de 1980 em todo o mundo a Memorex se tornou uma fornecedora líder e independente de discos e controladores de comunicações para  usuários IBM compatíveis com mainframes como também para outros usuários.

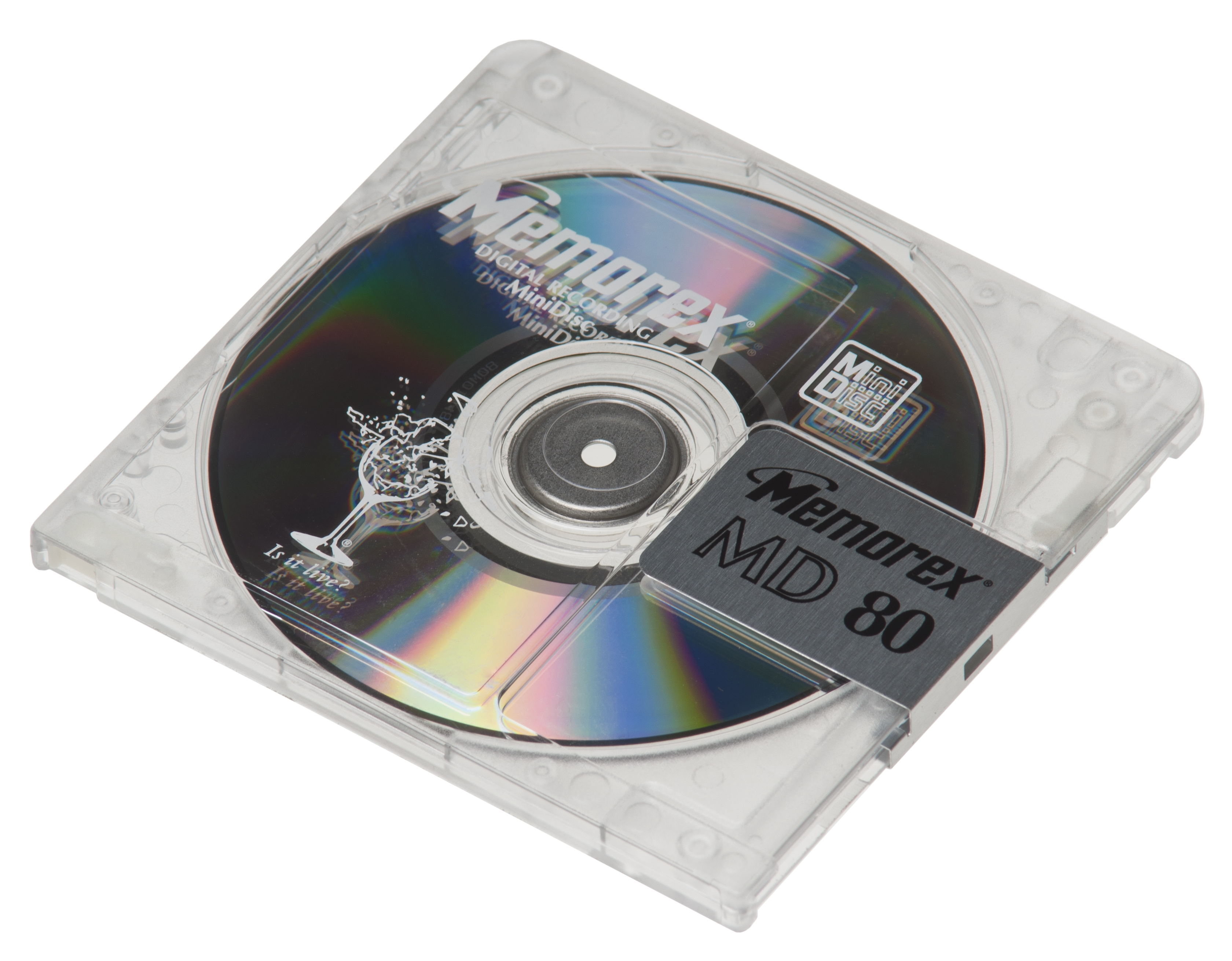
MiniDisc da Memorex.

Em 1988, adquiriu a Memorex Telex tornando-se Memorex Telex Corporation NV, uma empresa com sede na Holanda, que sobreviveu como uma entidade até meados de 1990.  A empresa tornou-se um fornecedor de soluções de tecnologia de integração de informações e distribuição de produtos de rede e de armazenamento de dados e prestação de serviços relacionados em 18 países ao redor do mundo. 
Atualmente, a Memorex é uma marca da Imation para eletrônicos de consumo e acessórios, como leitores de áudio portáteis, acessórios para iPod, televisão de ecrã plano, leitores de Blu-ray , pen drives, CD e DVD. 